# Вела Траба
Вела Траба (итал. Traba Grande) је насељено место у Републици Хрватској у Истарској жупанији. Административно је у саставу Града Пазина.

## Становништво
На попису становништва 2011. године, Вела Траба је имала 227 становника.
Према попису становништва из 2001. године у насељу Вела Траба је било 215 становника који су живели у 52 породичних домаћинства.
Кретање броја становника по пописима 1857—2001.
| година пописа  | 1857. | 1869. | 1880. | 1890. | 1900. | 1910. | 1921. | 1931. | 1948. | 1953. | 1961. | 1971. | 1981. | 1991. | 2001. |
| бр. становника | 0     | 0     | 254   | 274   | 324   | 360   | 0     | 0     | 290   | 283   | 267   | 255   | 217   | 205   | 215   |

Напомена:У 1857., 1869., 1921. и 1931. подаци су садржани у насељу Берам. Садржи податке за бивше насеље Мала Траба, које је у 1900., 1910. и 1948. исказано као насеље, те за бивше насеље Рухци које је од 1880. до 1910. и 1948. исказивано као насеље.

## Попис1991.
На попису становништва 1991. године, насељено место Вела Траба је имало 205 становника, следећег националног састава:
| Попис 1991.‍  | Попис 1991.‍  | Попис 1991.‍ | Попис 1991.‍ | Попис 1991.‍ |
| ------------ | ------------ | ----------- | ----------- | ----------- |
|              |              |             |             |             |
| Хрвати       | Хрвати       |             | 135         | 65,85%      |
| Италијани    | Италијани    |             | 1           | 0,48%       |
| Муслимани    | Муслимани    |             | 1           | 0,48%       |
| регион. опр. | регион. опр. |             | 63          | 30,73%      |
| непознато    | непознато    |             | 5           | 2,43%       |
| укупно: 205  |              |             |             |             |